# كانتون سراييفو
كانتون سراييفو (بالبوسنوية: Kanton Sarajevo)‏، هي واحدة من 10 كانتونات تابعة لاتحاد البوسنة والهرسك في البوسنة والهرسك. وعاصمتها هي سراييفو، عاصمة البوسنة والهرسك أيضا.غالبية السكان من البوسنيين (83,8٪).

## معرض صور

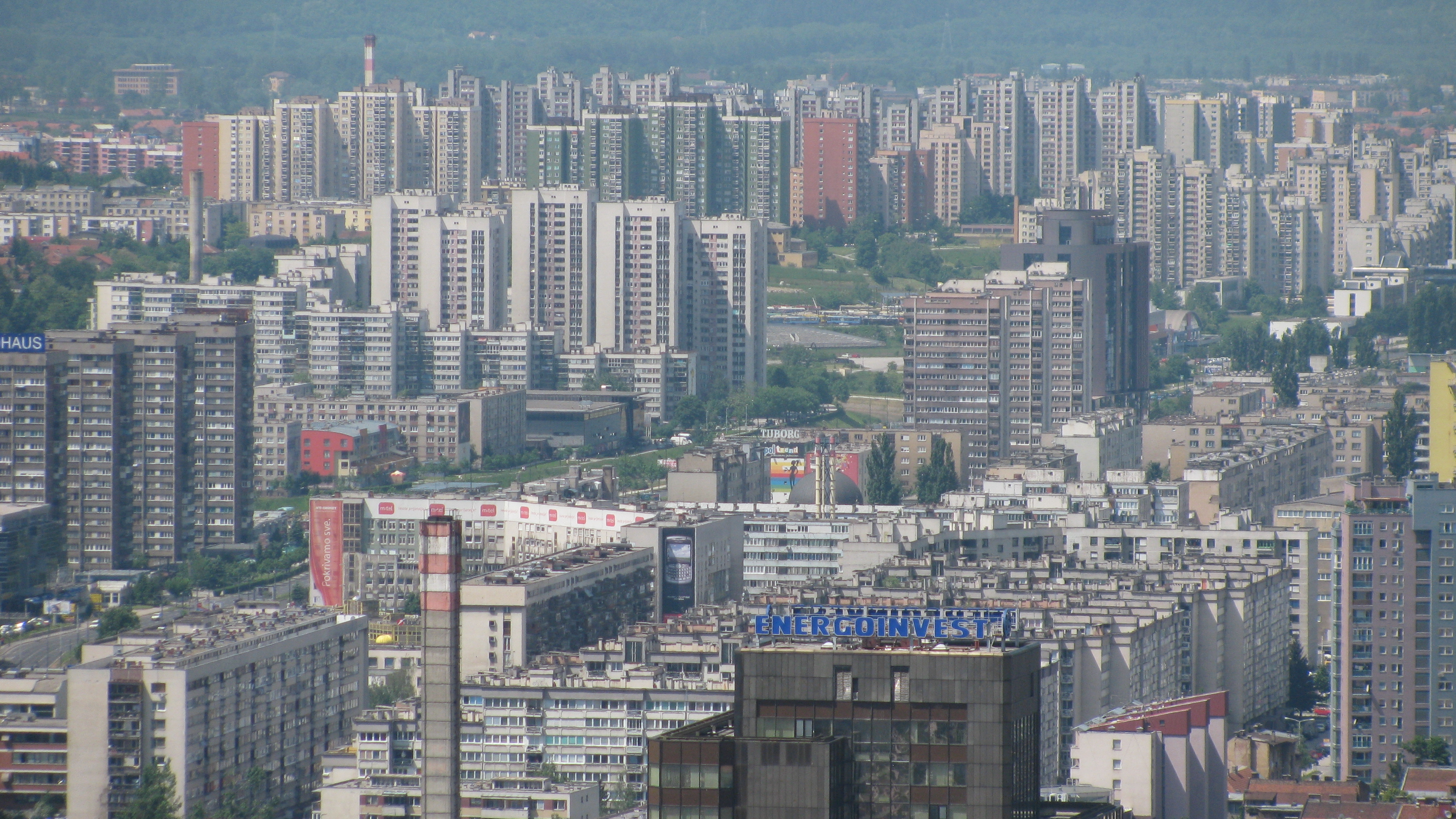
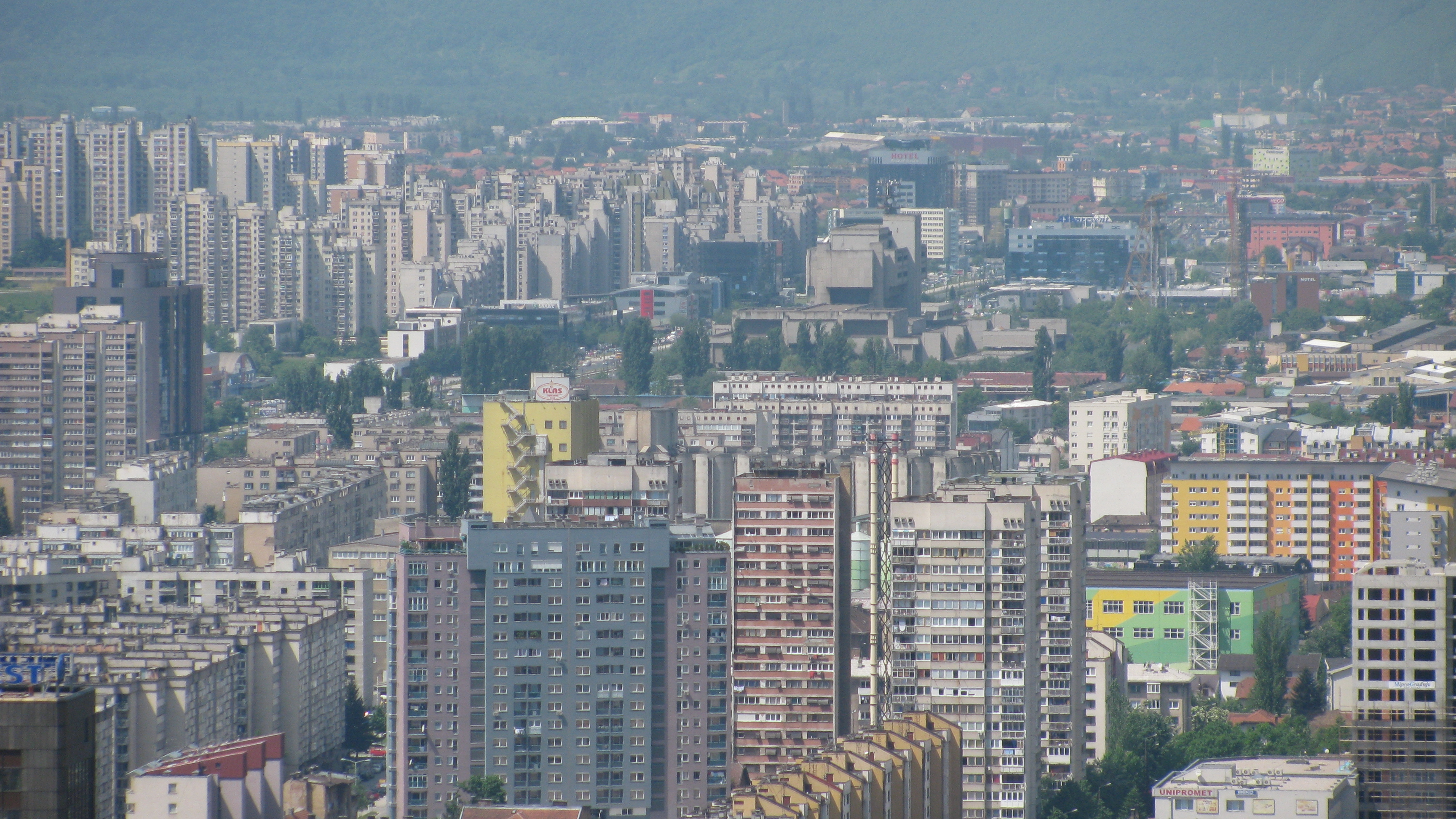
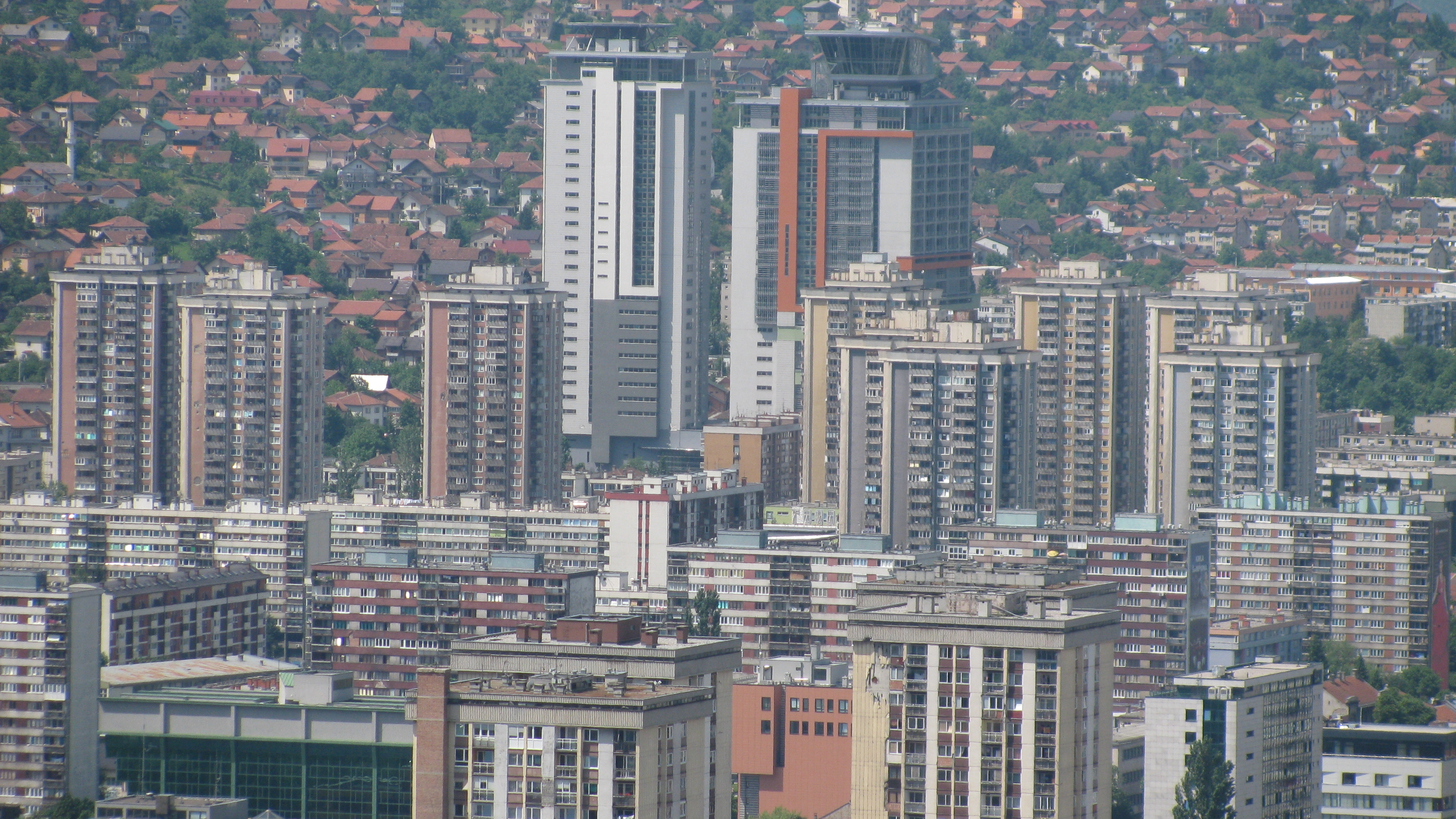